# Eem 923
La Eem 923 est une locomotive hybride (ou bi-mode) à traction électrique ou thermique, exploitée par CFF Cargo.

## Historique
La série fut réalisée par Stadler Rail entre 2011 et 2013 sur la base de la Ee 922, par adjonction d'un moteur Diesel.
En 2013, la série a reçu le prix de l’innovation « Technique pour l’avenir » décerné par le Bahn-Media Verlag. 

## Utilisation
La Eem 923 est conçue pour le service de manœuvre dans les triages, ainsi que pour la desserte d'embranchements particuliers électrifiés, mais aussi ceux dépourvus de caténaire.

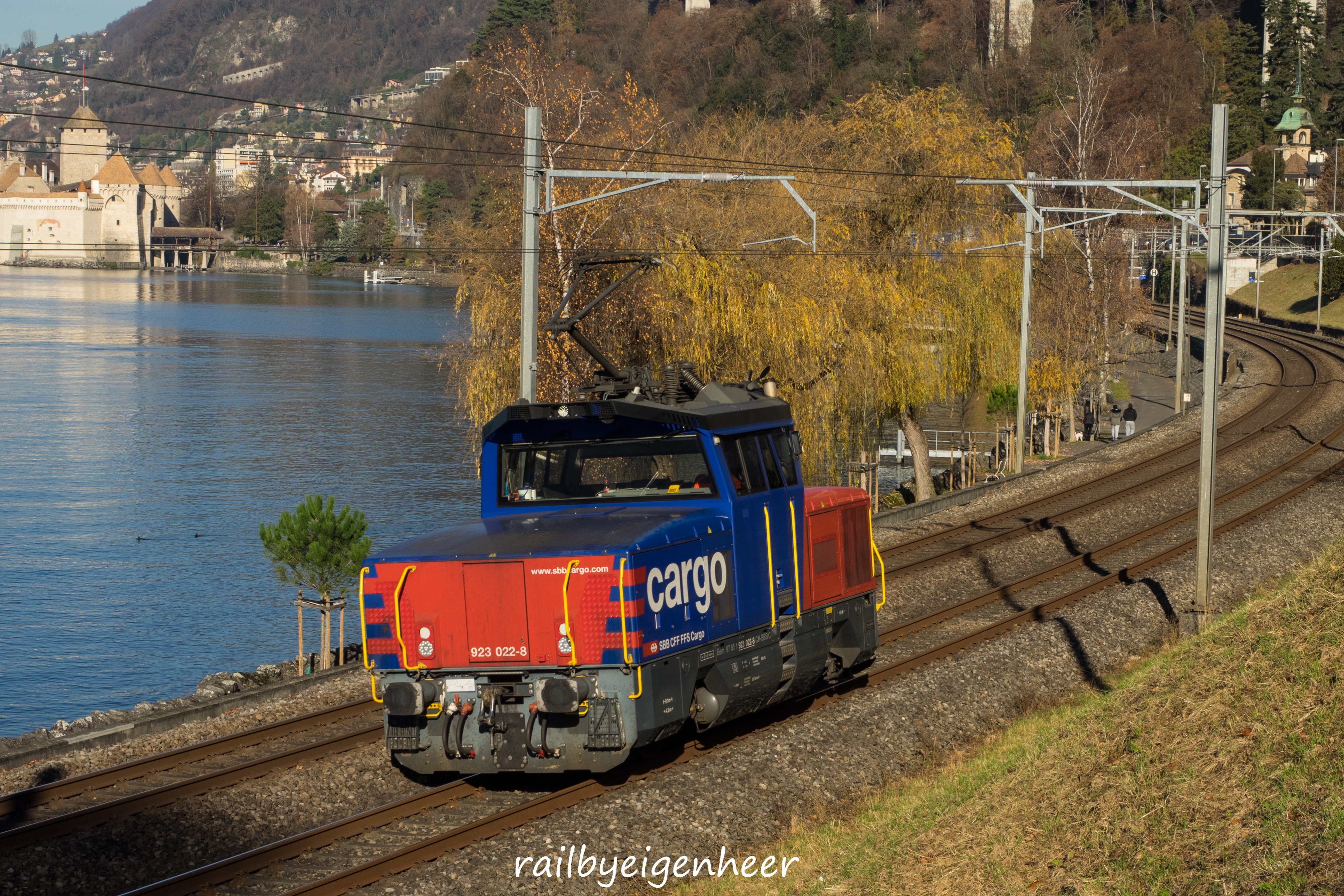
La Eem 923 022-8 passant devant le château de Chillon, le long de la ligne du Simplon

## Flotte
| Numéro    | Nom de baptême                   | Gare d'attache  | Remarque     | Image |
| --------- | -------------------------------- | --------------- | ------------ | ----- |
| 923 001-2 | Heitern                          | Zofingen        |              |       |
| 923 002-0 | Brästenegg                       | Suhr            |              |       |
| 923 003-8 | Stählibuck                       | Frauenfeld      |              |       |
| 923 004-6 | Roggen                           | Oensingen       |              |       |
| 923 005-3 | Oberberg                         | Gossau SG       |              |       |
| 923 006-1 | Born                             | Olten           |              |       |
| 923 007-9 | Schoren                          | Langenthal      |              |       |
| 923 008-7 | Schäflisberg                     | St. Margrethen  |              |       |
| 923 009-5 | Alvier                           | Buchs SG        |              |       |
| 923 010-3 | Suhrerchopf                      | Suhr            |              |       |
| 923 011-1 |                                  |                 | réserve      |       |
| 923 012-9 | Chaumont                         | Neuchâtel       |              |       |
| 923 013-7 | Le Moléson                       | Romont          | équipée ETCS |       |
| 923 014-5 | Dents du Midi                    | St-Maurice      |              |       |
| 923 015-2 | Mont Vully                       |                 |              |       |
| 923 016-0 | Le Jorat                         | Lausanne-Triage | équipée ETCS |       |
| 923 017-8 | Frienisberg                      | Aarberg         |              |       |
| 923 018-6 |                                  |                 | réserve      |       |
| 923 019-4 | La Berra                         | Fribourg        |              |       |
| 923 020-2 | Stockhorn                        | Thoune          |              |       |
| 923 021-0 | Tourbillon                       | Sion            | équipée ETCS |       |
| 923 022-8 |                                  |                 | réserve      |       |
| 923 023-6 | Dent de Vaulion                  | Lausanne-Triage | équipée ETCS |       |
| 923 024-4 | Fronalpstock                     | Ziegelbrücke    |              |       |
| 923 025-1 | Schlossberg                      |                 |              |       |
| 923 026-9 | Hofberg                          | Wil SG          |              |       |
| 923 027-7 | Bözingenberg Montagne de Boujean | Bienne          |              |       |
| 923 028-5 | Geissberg                        |                 |              |       |
| 923 029-3 | Rossberg                         |                 |              |       |
| 923 030-1 | Chestenberg                      |                 |              |       |